# Cuixa
La cuixa humana, també coneguda com a regió femoral, és el segon segment de l'extremitat inferior o pelviana, entre la cintura pelviana per dalt i la cama per sota. Cuixa i cama s'articulen al genoll. Als vertebrats en general les cuixes corresponen a la part superior de les potes posteriors.
En els humans, la cuixa és la part del membre inferior entre l'anca i el genoll. L'esquelet de la cuixa és constituït pel fèmur, i els músculs se situen en tres regions: dorsal, interna i ventral. La regió dorsal comprèn el bíceps crural, el semitendinós i el semimembranós; la regió interna, el pectini, els abductors major, mitjà i menor de la cuixa i el recte intern; i la regió ventral, el psoas ilíac, el quàdriceps femoral i el tensor de la fàscia lata.
Per la zona anterointerna passen els vasos femorals, l'artèria per fora i la vena per dins, i les regions posterior i interna són irrigades per les artèries isquiàtica i femoral profunda, branca de la femoral. La innervació de la cuixa és feta pels nervis crural, ciàtic major, femorocutani i obturador.

## Os de la cuixa

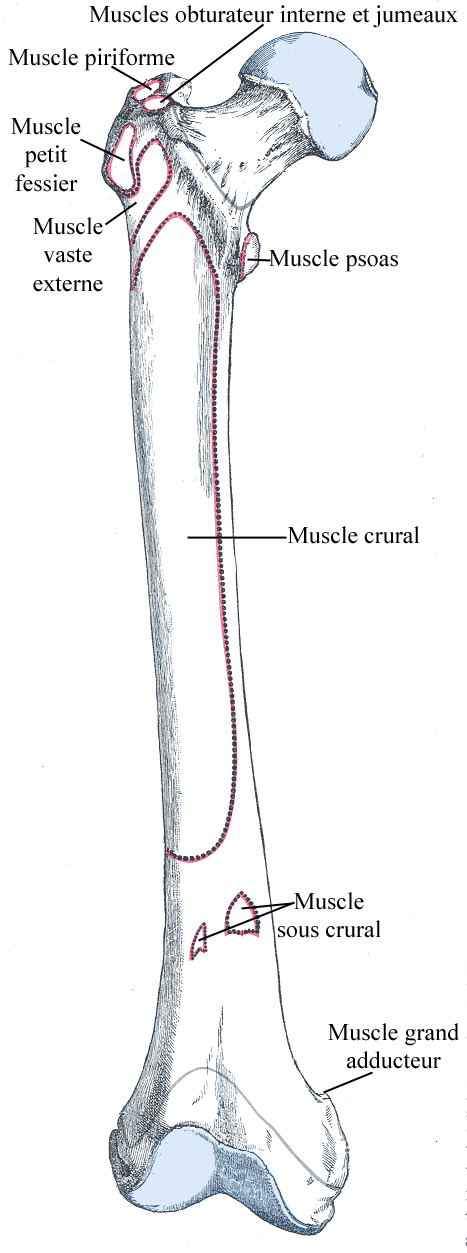
Insercions musculars del fèmur dret, vist del davant.

Músculs de la cuixa dreta vistos del davant.

La cuixa està formada per un sol os llarg: el fèmur.
El fèmur és un os llarg, parell, i es troba en el pla anatòmic, de dalt cap a baix i d'endins cap enfora. Està recargolat sobre el seu eix.
Posseeix 3 cares, 3 vores i 2 extremitats.

## Músculs de la cuixa
Musculatura anterior (Extensor del genoll)
- Quàdriceps:

Recte anterior
Vast lateral
Vast intern
Crural
- Sartori

Musculatura interna (Adductors del fèmur)
- - major
  - curt
  - llarg
  - Pectini
  - Gràcil

Musculatura posterior (Flexors del genoll: Isquiotibials)
- - Semimembranós
  - Semitendinós
  - Bíceps femoral

Musculatura externa
- - Gluti menor
  - Gluti mig
  - Tensor de la fàscia lata

## Orígens, insercions i funcions dels músculs de la cuixa
| Múscul                            | Origen                                                | Inserció                                               | Funció                                                    |
| Zona anterior                     | Zona anterior                                         | Zona anterior                                          | Zona anterior                                             |
| --------------------------------- | ----------------------------------------------------- | ------------------------------------------------------ | --------------------------------------------------------- |
| Recte anterior                    | EIAI                                                  | Tendó quadricipital i posteriorment tendó torulià      | flexió de maluc i extensió de genoll                      |
| Vast intern                       | Rodejant inferiorment el trocànter menor              | Tendó quadricipital, posteriorment tendó rotular i TTA | Extensió genoll                                           |
| Vast extern                       | Rodejant el trocànter major                           | Tendó quadricipital i posteriorment tendó rotular      | Extensió                                                  |
| Crural                            | 3/4 superior fèmur (cara anterior, externa i interna) | Tendó quadricipital i posteriorment tendó rotulià      | Extensió genoll                                           |
| Sartori                           | EIAS                                                  | Pota d'ànec                                            | Flexió, abd i rot. ext. (maluc) flex, rot.l int. (genoll) |
| Zona medial                       |                                                       |                                                        |                                                           |
| Pectini                           |                                                       |                                                        |                                                           |
| Obturador extern                  |                                                       |                                                        |                                                           |
| Gràcil o Recte intern de la cuixa |                                                       |                                                        |                                                           |
| Adductors                         |                                                       |                                                        |                                                           |
| Zona posterior                    |                                                       |                                                        |                                                           |
| Bíceps femoral                    |                                                       |                                                        |                                                           |
| Semitendinós                      |                                                       |                                                        |                                                           |
| Semimembranós                     |                                                       |                                                        |                                                           |

## Vasos sanguinis i limfàtics de la cuixa
- Artèria femoral
- Artèria femoral profunda
- Vena femoral
- Vena safena
- Artèria circumflexa femoral mitjana

- Limfàtics: 
  - Poplitis
  - Inguinals

## Nervisde la cuixa
- Plexe lumbar
- Nervi ciàtic
- Ilioinguinal
- Iliohipogàstric
- Cutani femoral lateral
- Gènito-femoral
- Obturador
- Femoral (vegeu tb. Sacre, Plexe del)